# 小律師大作為
《小律師大作為》（英語：Franklin & Bash）是美國的一部喜劇電視劇。這部電視劇由布萊克金·邁耶和馬克-保羅·戈塞拉主演。電視劇在有線電視頻道TNT播出，于2011年6月1日首播。2011年7月26日，TNT宣佈已續訂這部電視劇的第二季。2012年9月28日，TNT宣佈續訂小律師大作為的第三季。
FOX Crime翻譯為《流氓律師》。

## 外部連結
- 官方网站
- 互联网电影数据库（IMDb）上《小律師大作為》的资料（英文）